# Ordre de succession au trône du Japon

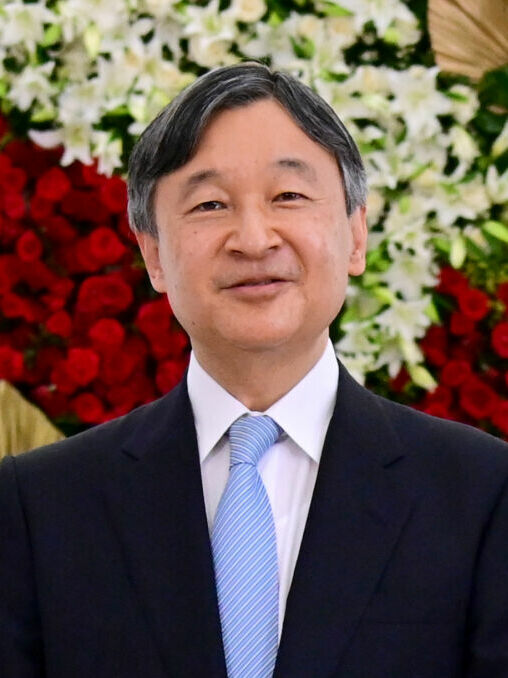
L'actuel empereur régnant Naruhito.

Pour les articles homonymes, voir Trône (homonymie).
L'ordre de succession au trône du Japon est la séquence ordonnée de toutes les personnes éligibles pour succéder au trône du chrysanthème et devenir un jour empereur du Japon. Selon la loi de la maison impériale de 1947, seuls les hommes ont le droit de monter sur le trône. 
Par tradition, l'avènement d'un nouveau souverain inaugure une nouvelle ère et met fin à la précédente, nous sommes actuellement dans l'ère Reiwa depuis 2019. La date de la fête nationale du Japon est également changée car elle n'est pas fixe comme dans la plupart des autres pays mais correspond à la date d'anniversaire de l'empereur régnant.

## Ordre de succession
Compte tenu de la loi de 1947, seuls trois membres de la maison impériale sont susceptibles de succéder à Naruhito, l'actuel empereur régnant. 
L'ordre de succession est le suivant :
| # | Image | Nom                                                                    | Date de naissance | Note                                          |
| - | ----- | ---------------------------------------------------------------------- | ----------------- | --------------------------------------------- |
| 1 |       | Fumihito d'Akishino (秋篠宮文仁親王, Akishino-no-miya Fumihito Shinnō) | 30 novembre 1965  | Prince héritier, frère de l'empereur.         |
| 2 |       | Hisahito d'Akishino (悠仁親王, Hisahito Shinnō)                        | 6 septembre 2006  | Fils du prince Akishino, neveu de l'empereur. |
| 3 |       | Masahito de Hitachi (常陸宮正仁親王, Hitachi-no-miya Masahito Shinnō)  | 28 novembre 1935  | Oncle de l'empereur.                          |

L'empereur Naruhito a une fille (Aiko) et le prince Akishino, frère de l'empereur, a deux filles (Mako et Kako) et un fils (Hisahito). L'oncle de l'empereur, le prince Hitachi, n'a pas d'enfants. Parmi les trois fils (tous aujourd'hui décédés) du prince Mikasa (également décédé à l'âge de 100 ans) : le prince Tomohito de Mikasa a eu deux filles (Akiko et Yōko), le prince Katsura est décédé sans enfants et le prince Norihito de Takamado a eu trois filles (Tsuguko, Noriko et Ayako).
Dans l'état actuel des choses, si les règles de succession ne sont pas changées et que le dernier héritier mâle meurt sans fils, alors la dynastie régnante sur le Japon, la plus vieille du monde,  s'éteindra. La naissance du prince Hisahito, premier garçon né dans la famille impériale depuis 41 ans, retarde temporairement la crise de succession qui s'annonce, bien que le problème puisse refaire surface à tout moment si un malheur arrive au prince avant qu'il n'ait un fils. Il est le seul mâle et héritier de sa génération et pourrait éventuellement être un jour le seul membre restant de la famille impériale japonaise qui n'en compte que 19, après le décès des autres hommes et femmes aux âges déjà avancés, et par le fait que les princesses encore célibataires devront quitter la famille impériale après leur mariage.

## Règles de succession
L'article 2 de la Constitution du Japon indique que « le trône impérial est dynastique et en corformité avec la loi de la maison impériale votée par la Diète ». Cette loi, édictée lors de la 92e et dernière session de la Diète impériale confirme l'exclusion des femmes de la succession impériale comme décidé depuis 1889. Le gouvernement du Premier ministre Shigeru Yoshida rédigea à la hâte une législation pour conformer la maison impériale avec la Constitution du Japon, écrite par les forces d'occupation américaines, qui entra en vigueur en mai 1947.
Afin de contrôler la taille de la famille impériale, la loi stipule que seuls les descendants mâles de la lignée mâle peuvent monter sur le trône, que les naishinnō (princesses impériales) et les nyoō (princesses) perdent leur statut de membre de la famille impériale dès leur mariage avec une personne extérieure à la famille, que les shinnō (princes impériaux), sauf le prince héritier, et les ō (princes), les princesses et princesses impériales célibataires, et les veuves ou veufs de princes et princesses impériaux peuvent, sur leur propre demande ou dans le cas de circonstances exceptionnelles, renoncer à leur appartenance à la famille impériale avec l'approbation du Conseil de la maison impériale et que l'empereur et les autres membres de la famille impériale ne peuvent pas adopter d'enfants.

## Crise de succession
Avant septembre 2006 et la naissance de Hisahito, il y eut possibilité d'une crise de succession puisqu'aucun garçon n'était né dans la famille impériale depuis le prince Akishino en 1965. Après la naissance de la princesse Aiko de Toshi en 2001, il y eut un débat public sur l'amendement possible de la loi de la maison impériale pour autoriser aux femmes de la famille impériale descendantes de l'empereur et à leurs enfants de monter sur le trône. En janvier 2005, le Premier ministre Jun'ichirō Koizumi nomme un comité spécial composé de juges, de professeurs universitaires et de fonctionnaires pour étudier les changements possibles de la loi de la maison impériale et faire des recommandations au gouvernement.
Le 24 janvier 2005, le gouvernement japonais annonce qu'il examinera peut-être la possible autorisation au prince héritier Naruhito et à sa femme d'adopter un enfant mâle, afin d'éviter une possible « crise d'héritiers ». L'adoption parmi les autres branches de la famille impériale est une très vieille tradition dynastique qui ne fut interdite que dans la période moderne sous l'influence de l'Occident. L'enfant aurait été probablement adopté parmi les membres des anciennes branches impériales qui ont perdu leur statut après la Seconde Guerre mondiale. Un panel d'experts nommé par le gouvernement présente également un rapport le 25 octobre 2005 dans lequel il recommande que les règles de succession soit amendées pour permettre une primogéniture égalitaire.
Mais en novembre 2005, le prince Tomohito de Mikasa et d'autres législateurs japonais s'opposent à l'idée d'introduction d'une primogéniture absolue (le premier enfant est l'héritier, que ce soit un garçon ou une fille).
Le diagramme suivant représente l'arbre généalogique de la famille impériale avec la position dans l'ordre de succession indiquée par des chiffres rouges en gras (ainsi que les princesses, inéligibles au trône) :
|                                                    |                                                    |                                                    |                                                    |                                                    |                                                    |  |  |                        |                        |                        |                        |                                                       |                                                       |                                                       |                                                       |                                                            |                                                            |                                                            |                                                            |                                                            |                                                            |                              |                              |                              |                              |                                  |                                  |                                  |                                  |                                  |                                  | Yoshihito (empereur Taishō) (1879-1926) règne de 1912 à 1926 |                        |                        |                        |                                   |                                   |                                   |                                   |                                   |                                   |                       |                       |                       |                       |                                  |                                  |                                  |                                  |                                  |                                  |                            |                            |  |  |                                  |                                  |                                  |                                  |                                  |                                  |  |  |                          |                          |                          |                          |                          |                          |  |  |  |  |  |  |  |  |  |  |  |  |  |  |  |  |  |  |  |  |  |  |  |  |  |  |  |  |  |  |  |  |  |  |  |  |  |  |  |  |  |  |  |  |  |  |  |  |
|                                                    |                                                    |                                                    |                                                    |                                                    |                                                    |  |  |                        |                        |                        |                        |                                                       |                                                       |                                                       |                                                       |                                                            |                                                            |                                                            |                                                            |                                                            |                                                            |                              |                              |                              |                              |                                  |                                  |                                  |                                  |                                  |                                  |                                                              |                        |                        |                        |                                   |                                   |                                   |                                   |                                   |                                   |                       |                       |                       |                       |                                  |                                  |                                  |                                  |                                  |                                  |                            |                            |  |  |                                  |                                  |                                  |                                  |                                  |                                  |  |  |                          |                          |                          |                          |                          |                          |  |  |  |  |  |  |  |  |  |  |  |  |  |  |  |  |  |  |  |  |  |  |  |  |  |  |  |  |  |  |  |  |  |  |  |  |  |  |  |  |  |  |  |  |  |  |  |  |
|                                                    |                                                    |                                                    |                                                    |                                                    |                                                    |  |  |                        |                        |                        |                        |                                                       |                                                       |                                                       |                                                       |                                                            |                                                            |                                                            |                                                            |                                                            |                                                            |                              |                              |                              |                              |                                  |                                  |                                  |                                  |                                  |                                  |                                                              |                        |                        |                        |                                   |                                   |                                   |                                   |                                   |                                   |                       |                       |                       |                       |                                  |                                  |                                  |                                  |                                  |                                  |                            |                            |  |  |                                  |                                  |                                  |                                  |                                  |                                  |  |  |                          |                          |                          |                          |                          |                          |  |  |  |  |  |  |  |  |  |  |  |  |  |  |  |  |  |  |  |  |  |  |  |  |  |  |  |  |  |  |  |  |  |  |  |  |  |  |  |  |  |  |  |  |  |  |  |  |
|                                                    |                                                    |                                                    |                                                    |                                                    |                                                    |  |  |                        |                        |                        |                        |                                                       |                                                       |                                                       |                                                       | Hirohito (empereur Shōwa) (1901-1989) règne de 1926 à 1989 | Hirohito (empereur Shōwa) (1901-1989) règne de 1926 à 1989 | Hirohito (empereur Shōwa) (1901-1989) règne de 1926 à 1989 | Hirohito (empereur Shōwa) (1901-1989) règne de 1926 à 1989 | Hirohito (empereur Shōwa) (1901-1989) règne de 1926 à 1989 | Hirohito (empereur Shōwa) (1901-1989) règne de 1926 à 1989 |                              |                              |                              |                              | Yasuhito de Chichibu (1902-1953) | Yasuhito de Chichibu (1902-1953) | Yasuhito de Chichibu (1902-1953) | Yasuhito de Chichibu (1902-1953) | Yasuhito de Chichibu (1902-1953) | Yasuhito de Chichibu (1902-1953) |                                                              |                        |                        |                        | Nobuhito de Takamatsu (1905-1987) | Nobuhito de Takamatsu (1905-1987) | Nobuhito de Takamatsu (1905-1987) | Nobuhito de Takamatsu (1905-1987) | Nobuhito de Takamatsu (1905-1987) | Nobuhito de Takamatsu (1905-1987) |                       |                       |                       |                       | Takahito de Misaka (1915-2016)   | Takahito de Misaka (1915-2016)   | Takahito de Misaka (1915-2016)   | Takahito de Misaka (1915-2016)   | Takahito de Misaka (1915-2016)   | Takahito de Misaka (1915-2016)   |                            |                            |  |  |                                  |                                  |                                  |                                  |                                  |                                  |  |  |                          |                          |                          |                          |                          |                          |  |  |  |  |  |  |  |  |  |  |  |  |  |  |  |  |  |  |  |  |  |  |  |  |  |  |  |  |  |  |  |  |  |  |  |  |  |  |  |  |  |  |  |  |  |  |  |  |
|                                                    |                                                    |                                                    |                                                    |                                                    |                                                    |  |  |                        |                        |                        |                        |                                                       |                                                       |                                                       |                                                       | Hirohito (empereur Shōwa) (1901-1989) règne de 1926 à 1989 | Hirohito (empereur Shōwa) (1901-1989) règne de 1926 à 1989 | Hirohito (empereur Shōwa) (1901-1989) règne de 1926 à 1989 | Hirohito (empereur Shōwa) (1901-1989) règne de 1926 à 1989 | Hirohito (empereur Shōwa) (1901-1989) règne de 1926 à 1989 | Hirohito (empereur Shōwa) (1901-1989) règne de 1926 à 1989 |                              |                              |                              |                              | Yasuhito de Chichibu (1902-1953) | Yasuhito de Chichibu (1902-1953) | Yasuhito de Chichibu (1902-1953) | Yasuhito de Chichibu (1902-1953) | Yasuhito de Chichibu (1902-1953) | Yasuhito de Chichibu (1902-1953) |                                                              |                        |                        |                        | Nobuhito de Takamatsu (1905-1987) | Nobuhito de Takamatsu (1905-1987) | Nobuhito de Takamatsu (1905-1987) | Nobuhito de Takamatsu (1905-1987) | Nobuhito de Takamatsu (1905-1987) | Nobuhito de Takamatsu (1905-1987) |                       |                       |                       |                       | Takahito de Misaka (1915-2016)   | Takahito de Misaka (1915-2016)   | Takahito de Misaka (1915-2016)   | Takahito de Misaka (1915-2016)   | Takahito de Misaka (1915-2016)   | Takahito de Misaka (1915-2016)   |                            |                            |  |  |                                  |                                  |                                  |                                  |                                  |                                  |  |  |                          |                          |                          |                          |                          |                          |  |  |  |  |  |  |  |  |  |  |  |  |  |  |  |  |  |  |  |  |  |  |  |  |  |  |  |  |  |  |  |  |  |  |  |  |  |  |  |  |  |  |  |  |  |  |  |  |
|                                                    |                                                    |                                                    |                                                    |                                                    |                                                    |  |  |                        |                        |                        |                        |                                                       |                                                       |                                                       |                                                       |                                                            |                                                            |                                                            |                                                            |                                                            |                                                            |                              |                              |                              |                              |                                  |                                  |                                  |                                  |                                  |                                  |                                                              |                        |                        |                        |                                   |                                   |                                   |                                   |                                   |                                   |                       |                       |                       |                       |                                  |                                  |                                  |                                  |                                  |                                  |                            |                            |  |  |                                  |                                  |                                  |                                  |                                  |                                  |  |  |                          |                          |                          |                          |                          |                          |  |  |  |  |  |  |  |  |  |  |  |  |  |  |  |  |  |  |  |  |  |  |  |  |  |  |  |  |  |  |  |  |  |  |  |  |  |  |  |  |  |  |  |  |  |  |  |  |
|                                                    |                                                    |                                                    |                                                    |                                                    |                                                    |  |  |                        |                        |                        |                        | Akihito (empereur Heisei) (1933) règne de 1989 à 2019 | Akihito (empereur Heisei) (1933) règne de 1989 à 2019 | Akihito (empereur Heisei) (1933) règne de 1989 à 2019 | Akihito (empereur Heisei) (1933) règne de 1989 à 2019 | Akihito (empereur Heisei) (1933) règne de 1989 à 2019      | Akihito (empereur Heisei) (1933) règne de 1989 à 2019      |                                                            |                                                            | Masahito de Hitachi (1935) 3                               | Masahito de Hitachi (1935) 3                               | Masahito de Hitachi (1935) 3 | Masahito de Hitachi (1935) 3 | Masahito de Hitachi (1935) 3 | Masahito de Hitachi (1935) 3 |                                  |                                  |                                  |                                  |                                  |                                  |                                                              |                        |                        |                        | Tomohito de Mikasa (1946-2012)    | Tomohito de Mikasa (1946-2012)    | Tomohito de Mikasa (1946-2012)    | Tomohito de Mikasa (1946-2012)    | Tomohito de Mikasa (1946-2012)    | Tomohito de Mikasa (1946-2012)    |                       |                       |                       |                       | Yoshihito de Katsura (1948-2014) | Yoshihito de Katsura (1948-2014) | Yoshihito de Katsura (1948-2014) | Yoshihito de Katsura (1948-2014) | Yoshihito de Katsura (1948-2014) | Yoshihito de Katsura (1948-2014) |                            |                            |  |  | Norihito de Takamado (1954-2002) | Norihito de Takamado (1954-2002) | Norihito de Takamado (1954-2002) | Norihito de Takamado (1954-2002) | Norihito de Takamado (1954-2002) | Norihito de Takamado (1954-2002) |  |  |                          |                          |                          |                          |                          |                          |  |  |  |  |  |  |  |  |  |  |  |  |  |  |  |  |  |  |  |  |  |  |  |  |  |  |  |  |  |  |  |  |  |  |  |  |  |  |  |  |  |  |  |  |  |  |  |  |
|                                                    |                                                    |                                                    |                                                    |                                                    |                                                    |  |  |                        |                        |                        |                        | Akihito (empereur Heisei) (1933) règne de 1989 à 2019 | Akihito (empereur Heisei) (1933) règne de 1989 à 2019 | Akihito (empereur Heisei) (1933) règne de 1989 à 2019 | Akihito (empereur Heisei) (1933) règne de 1989 à 2019 | Akihito (empereur Heisei) (1933) règne de 1989 à 2019      | Akihito (empereur Heisei) (1933) règne de 1989 à 2019      |                                                            |                                                            | Masahito de Hitachi (1935) 3                               | Masahito de Hitachi (1935) 3                               | Masahito de Hitachi (1935) 3 | Masahito de Hitachi (1935) 3 | Masahito de Hitachi (1935) 3 | Masahito de Hitachi (1935) 3 |                                  |                                  |                                  |                                  |                                  |                                  |                                                              |                        |                        |                        | Tomohito de Mikasa (1946-2012)    | Tomohito de Mikasa (1946-2012)    | Tomohito de Mikasa (1946-2012)    | Tomohito de Mikasa (1946-2012)    | Tomohito de Mikasa (1946-2012)    | Tomohito de Mikasa (1946-2012)    |                       |                       |                       |                       | Yoshihito de Katsura (1948-2014) | Yoshihito de Katsura (1948-2014) | Yoshihito de Katsura (1948-2014) | Yoshihito de Katsura (1948-2014) | Yoshihito de Katsura (1948-2014) | Yoshihito de Katsura (1948-2014) |                            |                            |  |  | Norihito de Takamado (1954-2002) | Norihito de Takamado (1954-2002) | Norihito de Takamado (1954-2002) | Norihito de Takamado (1954-2002) | Norihito de Takamado (1954-2002) | Norihito de Takamado (1954-2002) |  |  |                          |                          |                          |                          |                          |                          |  |  |  |  |  |  |  |  |  |  |  |  |  |  |  |  |  |  |  |  |  |  |  |  |  |  |  |  |  |  |  |  |  |  |  |  |  |  |  |  |  |  |  |  |  |  |  |  |
|                                                    |                                                    |                                                    |                                                    |                                                    |                                                    |  |  |                        |                        |                        |                        |                                                       |                                                       |                                                       |                                                       |                                                            |                                                            |                                                            |                                                            |                                                            |                                                            |                              |                              |                              |                              |                                  |                                  |                                  |                                  |                                  |                                  |                                                              |                        |                        |                        |                                   |                                   |                                   |                                   |                                   |                                   |                       |                       |                       |                       |                                  |                                  |                                  |                                  |                                  |                                  |                            |                            |  |  |                                  |                                  |                                  |                                  |                                  |                                  |  |  |                          |                          |                          |                          |                          |                          |  |  |  |  |  |  |  |  |  |  |  |  |  |  |  |  |  |  |  |  |  |  |  |  |  |  |  |  |  |  |  |  |  |  |  |  |  |  |  |  |  |  |  |  |  |  |  |  |
| Naruhito (empereur Reiwa) (1960) règne depuis 2019 | Naruhito (empereur Reiwa) (1960) règne depuis 2019 | Naruhito (empereur Reiwa) (1960) règne depuis 2019 | Naruhito (empereur Reiwa) (1960) règne depuis 2019 | Naruhito (empereur Reiwa) (1960) règne depuis 2019 | Naruhito (empereur Reiwa) (1960) règne depuis 2019 |  |  |                        |                        |                        |                        |                                                       |                                                       |                                                       |                                                       | Fumihito d'Akishino (1965) 1                               | Fumihito d'Akishino (1965) 1                               | Fumihito d'Akishino (1965) 1                               | Fumihito d'Akishino (1965) 1                               | Fumihito d'Akishino (1965) 1                               | Fumihito d'Akishino (1965) 1                               |                              |                              | Sayako de Nori (1969)        | Sayako de Nori (1969)        | Sayako de Nori (1969)            | Sayako de Nori (1969)            | Sayako de Nori (1969)            | Sayako de Nori (1969)            |                                  |                                  | Akiko de Mikasa (1981)                                       | Akiko de Mikasa (1981) | Akiko de Mikasa (1981) | Akiko de Mikasa (1981) | Akiko de Mikasa (1981)            | Akiko de Mikasa (1981)            |                                   |                                   | Yōko de Mikasa (1983)             | Yōko de Mikasa (1983)             | Yōko de Mikasa (1983) | Yōko de Mikasa (1983) | Yōko de Mikasa (1983) | Yōko de Mikasa (1983) |                                  |                                  | Tsuguko de Takamado (1986)       | Tsuguko de Takamado (1986)       | Tsuguko de Takamado (1986)       | Tsuguko de Takamado (1986)       | Tsuguko de Takamado (1986) | Tsuguko de Takamado (1986) |  |  | Noriko de Takamado (1988)        | Noriko de Takamado (1988)        | Noriko de Takamado (1988)        | Noriko de Takamado (1988)        | Noriko de Takamado (1988)        | Noriko de Takamado (1988)        |  |  | Ayako de Takamado (1990) | Ayako de Takamado (1990) | Ayako de Takamado (1990) | Ayako de Takamado (1990) | Ayako de Takamado (1990) | Ayako de Takamado (1990) |  |  |  |  |  |  |  |  |  |  |  |  |  |  |  |  |  |  |  |  |  |  |  |  |  |  |  |  |  |  |  |  |  |  |  |  |  |  |  |  |  |  |  |  |  |  |  |  |
| Naruhito (empereur Reiwa) (1960) règne depuis 2019 | Naruhito (empereur Reiwa) (1960) règne depuis 2019 | Naruhito (empereur Reiwa) (1960) règne depuis 2019 | Naruhito (empereur Reiwa) (1960) règne depuis 2019 | Naruhito (empereur Reiwa) (1960) règne depuis 2019 | Naruhito (empereur Reiwa) (1960) règne depuis 2019 |  |  |                        |                        |                        |                        |                                                       |                                                       |                                                       |                                                       | Fumihito d'Akishino (1965) 1                               | Fumihito d'Akishino (1965) 1                               | Fumihito d'Akishino (1965) 1                               | Fumihito d'Akishino (1965) 1                               | Fumihito d'Akishino (1965) 1                               | Fumihito d'Akishino (1965) 1                               |                              |                              | Sayako de Nori (1969)        | Sayako de Nori (1969)        | Sayako de Nori (1969)            | Sayako de Nori (1969)            | Sayako de Nori (1969)            | Sayako de Nori (1969)            |                                  |                                  | Akiko de Mikasa (1981)                                       | Akiko de Mikasa (1981) | Akiko de Mikasa (1981) | Akiko de Mikasa (1981) | Akiko de Mikasa (1981)            | Akiko de Mikasa (1981)            |                                   |                                   | Yōko de Mikasa (1983)             | Yōko de Mikasa (1983)             | Yōko de Mikasa (1983) | Yōko de Mikasa (1983) | Yōko de Mikasa (1983) | Yōko de Mikasa (1983) |                                  |                                  | Tsuguko de Takamado (1986)       | Tsuguko de Takamado (1986)       | Tsuguko de Takamado (1986)       | Tsuguko de Takamado (1986)       | Tsuguko de Takamado (1986) | Tsuguko de Takamado (1986) |  |  | Noriko de Takamado (1988)        | Noriko de Takamado (1988)        | Noriko de Takamado (1988)        | Noriko de Takamado (1988)        | Noriko de Takamado (1988)        | Noriko de Takamado (1988)        |  |  | Ayako de Takamado (1990) | Ayako de Takamado (1990) | Ayako de Takamado (1990) | Ayako de Takamado (1990) | Ayako de Takamado (1990) | Ayako de Takamado (1990) |  |  |  |  |  |  |  |  |  |  |  |  |  |  |  |  |  |  |  |  |  |  |  |  |  |  |  |  |  |  |  |  |  |  |  |  |  |  |  |  |  |  |  |  |  |  |  |  |
|                                                    |                                                    |                                                    |                                                    |                                                    |                                                    |  |  |                        |                        |                        |                        |                                                       |                                                       |                                                       |                                                       |                                                            |                                                            |                                                            |                                                            |                                                            |                                                            |                              |                              |                              |                              |                                  |                                  |                                  |                                  |                                  |                                  |                                                              |                        |                        |                        |                                   |                                   |                                   |                                   |                                   |                                   |                       |                       |                       |                       |                                  |                                  |                                  |                                  |                                  |                                  |                            |                            |  |  |                                  |                                  |                                  |                                  |                                  |                                  |  |  |                          |                          |                          |                          |                          |                          |  |  |  |  |  |  |  |  |  |  |  |  |  |  |  |  |  |  |  |  |  |  |  |  |  |  |  |  |  |  |  |  |  |  |  |  |  |  |  |  |  |  |  |  |  |  |  |  |
| Aiko de Toshi (2001)                               | Aiko de Toshi (2001)                               | Aiko de Toshi (2001)                               | Aiko de Toshi (2001)                               | Aiko de Toshi (2001)                               | Aiko de Toshi (2001)                               |  |  | Mako d'Akishino (1991) | Mako d'Akishino (1991) | Mako d'Akishino (1991) | Mako d'Akishino (1991) | Mako d'Akishino (1991)                                | Mako d'Akishino (1991)                                |                                                       |                                                       | Kako d'Akishino (1994)                                     | Kako d'Akishino (1994)                                     | Kako d'Akishino (1994)                                     | Kako d'Akishino (1994)                                     | Kako d'Akishino (1994)                                     | Kako d'Akishino (1994)                                     |                              |                              | Hisahito d'Akishino (2006) 2 | Hisahito d'Akishino (2006) 2 | Hisahito d'Akishino (2006) 2     | Hisahito d'Akishino (2006) 2     | Hisahito d'Akishino (2006) 2     | Hisahito d'Akishino (2006) 2     |                                  |                                  |                                                              |                        |                        |                        |                                   |                                   |                                   |                                   |                                   |                                   |                       |                       |                       |                       |                                  |                                  |                                  |                                  |                                  |                                  |                            |                            |  |  |                                  |                                  |                                  |                                  |                                  |                                  |  |  |                          |                          |                          |                          |                          |                          |  |  |  |  |  |  |  |  |  |  |  |  |  |  |  |  |  |  |  |  |  |  |  |  |  |  |  |  |  |  |  |  |  |  |  |  |  |  |  |  |  |  |  |  |  |  |  |  |

## Source de la traduction
- (en) Cet article est partiellement ou en totalité issu de l’article de Wikipédia en anglais intitulé « Line of succession to the Japanese throne » (voir la liste des auteurs).